# گئورگی درمندژیف
گئورگی درمندژیف (بلغاری: Георги Николов Дерменджиев؛ زادهٔ ۴ ژانویهٔ ۱۹۵۵) بازیکن و مربی فوتبال اهل بلغارستان است.